# Cresserons
Cresserons – miejscowość i gmina we Francji, w regionie Normandia, w departamencie Calvados.
Według danych na rok 1990 gminę zamieszkiwały 953 osoby, a gęstość zaludnienia wynosiła 265 osób/km² (wśród 1815 gmin Dolnej Normandii Cresserons plasuje się na 236. miejscu pod względem liczby ludności, natomiast pod względem powierzchni na miejscu 1001.).